# Damascus (Oregon)
Damascus (kiejtése: dəˈmæskəs) az Amerikai Egyesült Államok Oregon államának Clackamas megyéjében, az Oregon Route 212 mentén elhelyezkedő statisztikai település és egykori város. A 2020. évi népszámláláskor 11 050 lakosa volt.
2004-ben kapott városi rangot, de 2016-ban népszavazással ennek elvétele mellett döntöttek, ami 2020-ra ment végbe.

## Története
A posta 1867 és 1904 között működött. Korábban kettészelte a 212-es út, ami ma a település déli határa.
A Metro regionális kormányzat 2000-ben Portland fejlesztési körzetének bővítése mellett döntött. Damascus és Carver összevonásával létrejött Damascus városa, ami megakadályozta területüknek más városokba olvasztását. 22 év óta ez volt Oregon legújabb városa.
2005. szeptember 21-én 88% elfogadta a város alapszabályát, emellett tizenegy környékbeli településen szavaztak a Damascusba olvadásról: hatban mellette, négyben ellene voksoltak, egyben pedig nem adtak le szavazatot.
2013-ban a városi rang visszavonása mellett döntöttek, amit a 2016. május 17-ei szavazás megerősített. Ugyan a városi rangot elvileg 2016. július 18-án elvették, a döntést a fellebbviteli bíróság 2019. május 1-jén az ötven százalék alatti részvételi arány miatt megsemmisítette. 2020. szeptember 3-án a Legfelsőbb Bíróság a szavazás eredményét helyben hagyta, így a város megszűnt.

## Népesség
| Lakosok száma | 9022 | 10 539 | 11 050 |
|               | 2000 | 2010   | 2020   |

## Oktatás
A North Clackamas, Oregon Trail, Estacada, Centennial és Gresham–Barlow-i tankerületek lefedettségi körzetébe tartozik; utóbbi a település második legnagyobb foglalkoztatója.

## Fordítás
- Ez a szócikk részben vagy egészben  a   Damascus, Oregon című angol Wikipédia-szócikk ezen változatának fordításán alapul.  Az eredeti cikk szerkesztőit annak laptörténete sorolja fel. Ez a jelzés csupán a megfogalmazás eredetét és a szerzői jogokat jelzi, nem szolgál a cikkben szereplő információk forrásmegjelöléseként.